# The Alchemist's Euphoria
The Alchemist's Euphoria es el séptimo álbum de estudio de la banda inglesa de rock Kasabian, lanzado el 12 de agosto de 2022 a través de Sony Music. Es el primer álbum de Kasabian en cinco años, después de For Crying Out Loud (2017), y el primero en presentar a Sergio Pizzorno en la voz principal después de que el exlíder Tom Meighan fuera despedido en 2020 en medio de su condena por agresión doméstica. El álbum fue producido por Pizzorno y Fraser T. Smith y precedido por tres sencillos: "Alygatyr", "Scriptvre" y "Chemicals". La banda realizará una gira en apoyo del álbum a partir de finales de 2022.
El lanzamiento del álbum se retrasó una semana a partir del 5 de agosto de 2022 debido a problemas de fabricación de vinilo.

## Historia
El exlíder Tom Meighan se separó de la banda en julio de 2020 y al día siguiente se declaró culpable de agredir a su entonces prometida, ahora esposa Vikki Ager. Pizzorno, anteriormente guitarrista principal y vocalista principal ocasional de la banda, asumió las funciones de voz principal en solitario.
El álbum se grabó principalmente en el estudio de la casa de Pizzorno, Sergery, en Leicester. Sobre el álbum, Pizzorno afirmó que "toma algunos giros bastante oscuros" y tiene un "sonido grande y épico pero con un toque personal también. Hay algunos bordes más suaves junto con las partes masivas. En general, es algo hermoso y el disco más cohesivo que jamás hayamos hecho. Es un viaje emocional".

## Lista de canciones
Todas las canciones escritas y compuestas por Sergio Pizzorno. 
| N.º | Título                         | Duración |  |
| 1.  | «Alchemist»                    | 2:39     |  |
| 2.  | «Scriptvre»                    | 3:49     |  |
| 3.  | «Rocket Fuel»                  | 3:02     |  |
| 4.  | «Strictly Old Skool»           | 3:07     |  |
| 5.  | «Alygatyr»                     | 3:23     |  |
| 6.  | «Æ Space»                      | 0:48     |  |
| 7.  | «The Wall»                     | 3:29     |  |
| 8.  | «T.U.E (The Ultraview Effect)» | 5:45     |  |
| 9.  | «Stargazr»                     | 4:56     |  |
| 10. | «Chemicals»                    | 3:31     |  |
| 11. | «Æ Sea»                        | 0:33     |  |
| 12. | «Letting Go»                   | 3:03     |  |